# Lutherhaus Wesel

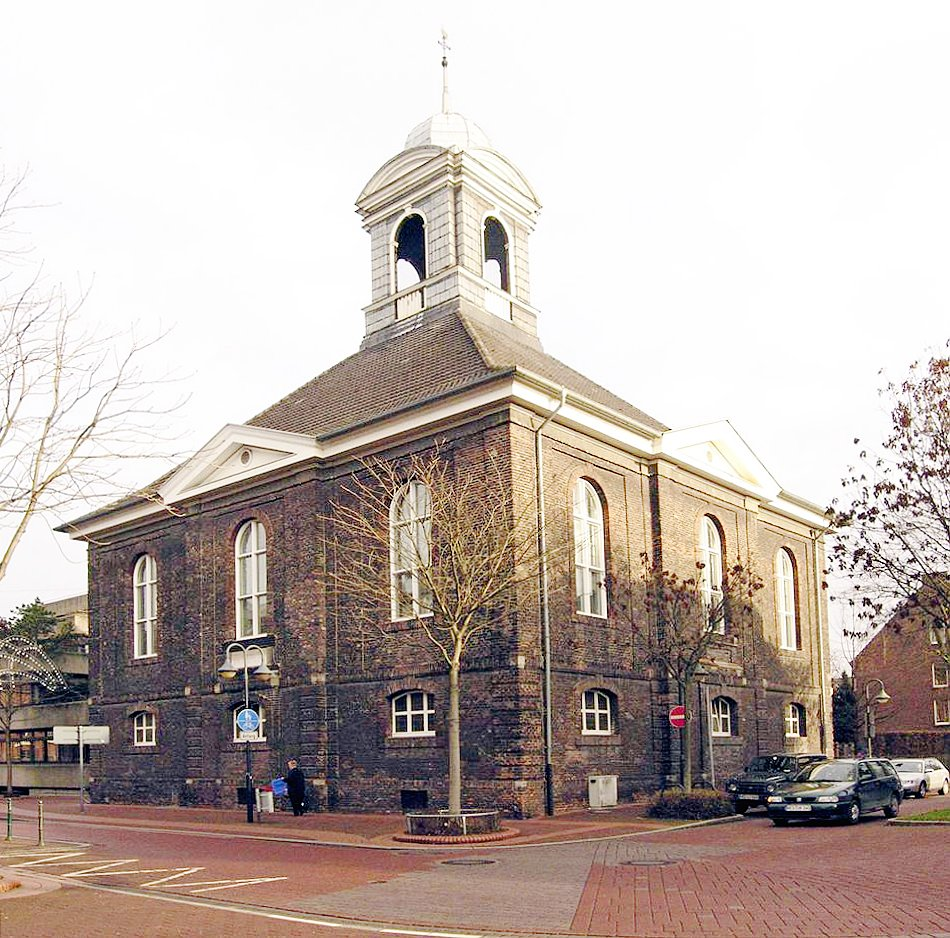
Das Lutherhaus in Wesel

Das 1729 errichtete Lutherhaus in Wesel ist eine ehemalige Kirche der Lutherischen Gemeinde.
In einem Konflikt zwischen Reformierten und Lutheranern durften letztere ab 1578 im Interesse der Einheitlichkeit der Weseler Reformationsentwicklung im Stadtgebiet keine eigene Gemeinde bilden. Erst der Zustrom brandenburgischer und somit überwiegend lutherischer Beamter im 17. Jahrhundert führte zur Anmietung eines Wohnhauses als Gottesdienststätte an der Kreuzung Korbmacher- und Beguinenstraße ab 1608. Später wurde das Wohnhaus erworben und 1729 zu einer Kirche mit quadratischem Grundriss umgebaut.
Während des Zweiten Weltkriegs wurde die Kirche bis auf die Umfassungsmauern und den Gewölbekeller zerstört. Beim Wiederaufbau wurden die früheren Doppelemporen nicht wieder errichtet. Stattdessen wurde der Raum durch eine Zwischendecke geteilt, so dass im Erdgeschoss Gemeinderäume entstanden, die inzwischen zu einem evangelischen Beratungszentrum umgebaut wurden. Darüber wurde ein großer Saal mit einer umlaufenden Empore errichtet, der für kirchliche und kulturelle Veranstaltungen genutzt wird. 2017 stiftete der bekannte Journalist Jan Hofer dem Lutherhaus eine nächtliche Außenbeleuchtung.